# Cleveland Cavaliers 1971-1972
La stagione 1971-72 dei Cleveland Cavaliers fu la 2ª nella NBA per la franchigia.
I Cleveland Cavaliers arrivarono quarti nella Central Division della Eastern Conferencecon un record di 23-59, non qualificandosi per i play-off.

## Roster
| N° | Naz.                   | Ruolo | Sportivo         | Anno | Alt. | Peso |
| -- | ---------------------- | ----- | ---------------- | ---- | ---- | ---- |
| 7  | Stati Uniti (bandiera) | GA    | Bingo Smith      | 1946 | 196  | 88   |
| 11 | Stati Uniti (bandiera) | GA    | John Warren      | 1947 | 191  | 82   |
| 15 | Stati Uniti (bandiera) | A     | Dave Sorenson    | 1948 | 203  | 102  |
| 17 | Stati Uniti (bandiera) | G     | Bobby Washington | 1947 | 180  | 79   |
| 18 | Stati Uniti (bandiera) | G     | Charlie Davis    | 1949 | 188  | 73   |
| 21 | Stati Uniti (bandiera) | G     | Butch Beard      | 1947 | 191  | 84   |
| 22 | Stati Uniti (bandiera) | G     | Austin Carr      | 1948 | 193  | 91   |
| 23 | Stati Uniti (bandiera) | G     | Jackie Ridgle    | 1948 | 193  | 88   |
| 30 | Stati Uniti (bandiera) | AC    | Rick Roberson    | 1947 | 206  | 105  |
| 32 | Stati Uniti (bandiera) | A     | John Johnson     | 1947 | 201  | 91   |
| 40 | Stati Uniti (bandiera) | AC    | Greg Howard      | 1948 | 206  | 98   |
| 44 | Stati Uniti (bandiera) | C     | Walt Wesley      | 1945 | 211  | 100  |
| 45 | Stati Uniti (bandiera) | C     | Luther Rackley   | 1946 | 208  | 100  |
| 50 | Stati Uniti (bandiera) | C     | Steve Patterson  | 1948 | 206  | 102  |

## Staff tecnico
- Allenatore: Bill Fitch
- Vice-allenatore: Jimmy Rodgers